# Фицджеральд, Летиция, 1-я баронесса Оффали
Летиция Фицджеральд (в замужестве — Летиция Дигби) (англ. Lettice Digby, 1st Baroness Offaly, 1580 — 1 декабря 1658) — ирландская дворянка из династии Фицджеральдов, 1-я баронесса Оффали (1620—1658). Несмотря на то, что она стала наследницей графов Килдэр после смерти её отца, графский титул перешел к следующему Фитцджеральда мужского пола, когда её дед, 11-й граф Килдэр, скончался в 1585 году. В 1620 году король Англии Яков I Стюарт пожаловал ей титул баронессы Оффали.
Летиция была женой сэра Роберта Дигби (1574—1618) — английского аристократа, от брака с которым она имела десять детей. Они много лет отстаивали свои права на графство Килдэр перед многочисленными судами.
В 1641 году вспыхнуло восстание за независимость Ирландии. В начале 1642 года, когда Летиции Фитцджеральд было 62 года, её замок Гисхилл был осажден армией повстанцев из ирландского клана О’Демпси. Ей удалось продержать оборону замка до октября 1642 года. Оборона замка была описана как «самый героический эпизод в истории ирландского восстания 1641 года».

## Семья
Летиция Фицджеральд родилась около 1580 года и была единственным ребёнком и наследницей Джеральда Фицджеральда, лорда Оффали (1558—1580), и Кэтрин Ноллис (1559—1620), младшей дочери Кэтрин Кэри (ок. 1524—1569) и сэра Фрэнсиса Ноллиса (1511/1514 — 1596). Прабабкой Летиции была Мэри Болейн (1499—1543), старшая сестра Анны Болейн, королевы Англии и второй жены короля Англии Генриха VIII Тюдора. Генрих VIII был любовником Марии Болейн до бракосочетания с Анной, и возможно, был биологическим отцом её дочери Екатерины. Дедом Летиции был Джеральд Фицджеральд, 11-й граф Килдэр. Одной из её теток была Летиция Ноллис, знаменитая соперница королевы Англии Елизаветы Тюдор.
Её отец скончался в июне 1580 года, когда Летиция родилась, она не знала своего отца. После его смерти Летиция стала наследницей графов Килдэр. Но в 1585 году графство, замки, титулы, земли и поместья получил во владение её дядя Генри Фицджеральд. Её мать вышла во второй раз замуж за сэра Филиппа Батлера, но неизвестно, были ли у них дети.

## Брак и дети
19 апреля 1598 года в возрасте 18 лет Летиция Фицджеральд вышла замуж за сэра Роберта Дигби (1574 — 24 мая 1618), землевладельца из графства Уорикшир. Его братом был Джон Дигби — 1-й граф Бристоль. Супруги жили в Ирландии, и сэр Роберт был депутатом местного парламента от Ахи, графство Килдэр, в 1613 году. В этом браке было 10 детей:
- Мейбл Дигби[англ.], 1-й муж сэр Джеральд Фицджеральд, лорд Дроманы, 2-й муж Донах О’Брайен
- Роберт Дигби, 1-й барон Дигби[англ.] (умер 6 июня 1642), 1-я жена леди Сара Бойл, 2-я жена Элизабет Энсли
- Эссекс Дигби[англ.] (умер 12 мая 1683), епископ Дромора, 1-я жена Томасин Гилберт, 2-я жена Летиция Бреретон
- Джордж Дигби
- Джеральд Дигби
- Джон Дигби
- Саймон Дигби, депутат парламента Ирландии от Филипстоуна
- Филипп Дигби, женат на Маргарет Мур
- Летиция Дигби, муж — сэр Роджер Лэнгфорд
- Абигэйл Дигби, умерла в детстве.

## Дигби и графы Килдэр
Летиция и её муж Роберт Дигби упорно отстаивали свои законные права — они считали, что их незаконного отстранили от наследства графов Килдэр. В 1602 году они собрали значительный объём доказательств того, что Летиция была законной наследницей своего деда, завещание которого было подделано её бабкой Мейбл. Дигби подал иск против Мейбл и против кузена Летиции — Джеральда, 14-го графа Килдэра, утверждая, что Летицию незаконно лишили её наследства. Лорд Килдэр подал встречный иск, что целью заговора было лишить его имущества и титулов. Мейбл признала, что завещание было подделано, но вину переложила на адвоката Генри Барнелла, который был признан виновным в плохом исполнении своих служебных обязанностей и оштрафован. Иск стал довольно известным и затянулся надолго — на десятки лет. Судебный иск слушался в судах Лондона и Дублина. Лорд-депутат Ирландии сэр Артур Чичестер жаловался, что в результате этого бесконечного процесса не рассматриваются другие важные дела. Дигби решительно продолжали этот судебный процесс: даже после смерти графа Килдэра в 1612 году дело продолжили против его вдовы и малолетнего сына Джеральда, 15-го графа Килдэра. В конце концов, стороны вынуждены были уладить спор путем арбитража.

## Баронесса Оффали
Летиция Фицджеральд была наследницей титула баронов Оффали. В 1599 году она должна была получить титул баронессы Оффали. Но признание этого затянулось. Только 29 июля 1620 года король Англии, Ирландии и Шотландии Яков I Стюарт даровал её титул 1-й баронессы Оффали. Это было подтверждено Большой печатью Англии, король пожаловал ей во владение замки Килли и Гисхилл с окрестными землями. Её муж скончался в мае 1618 года. Её старший сын Роберт Дигби стал бароном Дигби в 1620 году.

## Восстание 1641 года
В 1641 году вспыхнуло восстание за независимость Ирландии. Летиция — на то время вдова, также была втянута в это восстание. Летиция получила наглое письмо от своего двоюродного брата Генри О’Демпси, в котором он утверждал, что король Англии Карл I Стюарт даровал ему во владение замок Гисхилл и потребовал передать ему замок немедленно. В письме была угроза сжечь замок и город, если его требования не будут выполнены. Летиция на это время жила в замке Гисхилл вместе со своими сыновьями. Она отказалась отдать замок и отправила письмо Генри О’Демпси, также наполненное презрением: «… Я всегда была верна моему королю. Спасибо Вам за предложение конвоя во время моего отъезда из замка, потому в наше время так мало безопасности. Будучи свободной от каких-либо обвинений Его Величества, от любых неправильных поступков, я буду жить и умру невинной, и буду делать все возможное, чтобы защитить себя и свою собственность, и пусть рассудит меня Бог».
В начале 1642 года Генри О’Демпси напал на замок Гисхилл, но его защитники выстояли. Летиция Дигби отказалась покидать свой замок и заявила, что будет защищать его. Когда повстанцы захватили одного из её сыновей и привели его под стены замка в цепях, угрожая его обезглавить, если она сдаст свой замок. Летиция вывела одного из пленных — католического священника и стала угрожать убить его на месте. Повстанцы отпустили её сына.
Замок Гисхилл имел много оружия, боеприпасов и продовольствия. Замок держал оборону до октября 1642 года, когда Летиция решила покинуть его в компании сэра Ричарда Гренвилла. Она покинула Ирландию, переселилась в родовое имение своего покойного мужа в Колсхилл (графство Уорикшир), где она умерла в декабре 1658 года. Она была похоронена возле сэра Ричарда Дигби в приходской церкви Колсхилла.
Летиции не удалось передать титу барона Оффали своему старшему внуку — Килдэру Дигби (ок. 1627—1661), после её смерти баронский титул должен был перейти к главе графского дома Килдэр, который с 1658 года возглавлял Джордж Фицджеральд, 16-й граф Килдэр (1612—1660).